# Alvimare
Alvimare é uma comuna francesa na região administrativa da Normandia, no departamento de Sena Marítimo. Estende-se por uma área de 6,75 km². Em 2010 a comuna tinha 634 habitantes (densidade: 93,9 hab./km²).